# Friedrich Balck
Friedrich Heinrich Balck (* 1947 in Lübeck) ist ein deutscher Physiker und Hochschullehrer.

## Leben
Friedrich Balck wurde 1947 in Lübeck geboren. Er studierte von 1968 bis 1972 Physik an der Technischen Universität Clausthal und promovierte 1978 bei Reiner Labusch mit der Dissertation Untersuchungen der Transformation in den Gamma-Legierungen der Systeme Cu-Zn, Cu-Cd und Ag-Zn. Balck habilitierte sich 2000 über Technikgeschichte und wurde im Jahre 2005 am Institut für Energieforschung und Physikalische Technologien an der TU Clausthal zum außerplanmäßigen Professor ernannt. Die hauptsächlichen Arbeitsgebiete von Friedrich Balck waren die Mess- und Regeltechnik und die Technikgeschichte, zum Beispiel der Bergbau im Harz (siehe auch Oberharzer Bergbau). Zudem forschte Balck an neuen Methoden archäologischer Messtechnik. Ein weiteres Interessengebiet Balcks ist der parawissenschaftliche Einsatz von Wünschelruten.
Im Jahre 2013 wurde Friedrich Balck von der TU Clausthal in den Ruhestand verabschiedet.

## Publikationen (Auswahl)
- Untersuchungen der Transformation in den Gamma-Legierungen der Systeme Cu-Zn, Cu-Cd und Ag-Zn. Dissertation. 1978.
- Wasserkraftmaschinen für den Bergbau im Harz. Frühneuzeitliche Spuren und deren Bedeutung am Beispiel der Grube Thurm Rosenhof und ausgewählter Anlagen. Habilitationsschrift. 1999, ISBN 3-89720-341-3.
- Im Wandel der Zeiten: Die Bergstadt Clausthal-Zellerfeld und ihre Hochschule. Mit Georg Müller und Alfred Schuster, 2000, ISBN 3-89720-432-0.
- Bilder, Fotos und Modelle – wichtige Schlüssel zur Technikgeschichte im Oberharz: Ausgewählte Beispiele. 2003, ISBN 3-935833-06-7.
- Vier Teiche auf der Streitkarte: Anlass für eine Zeitreise durch die Wasserwirtschaft des Unteren Burgstädter Reviers. 2007, ISBN 978-3-935833-12-7.
- Innovative physikalische Experimente zu spürbaren Effekten: Einblick in Eigenschaften und Strukturen der unsichtbaren Materie? 2012, ISBN 978-3-9804228-9-5.
- „Gottlob, der Durchschlag ist gemacht“ – 150 Jahre Ernst-August-Stollen. 2014, ISBN 978-3-86948-330-6. (Wasserhaltung im Zeitalter des Ernst-August-Stollens)